# Hoofdhaar

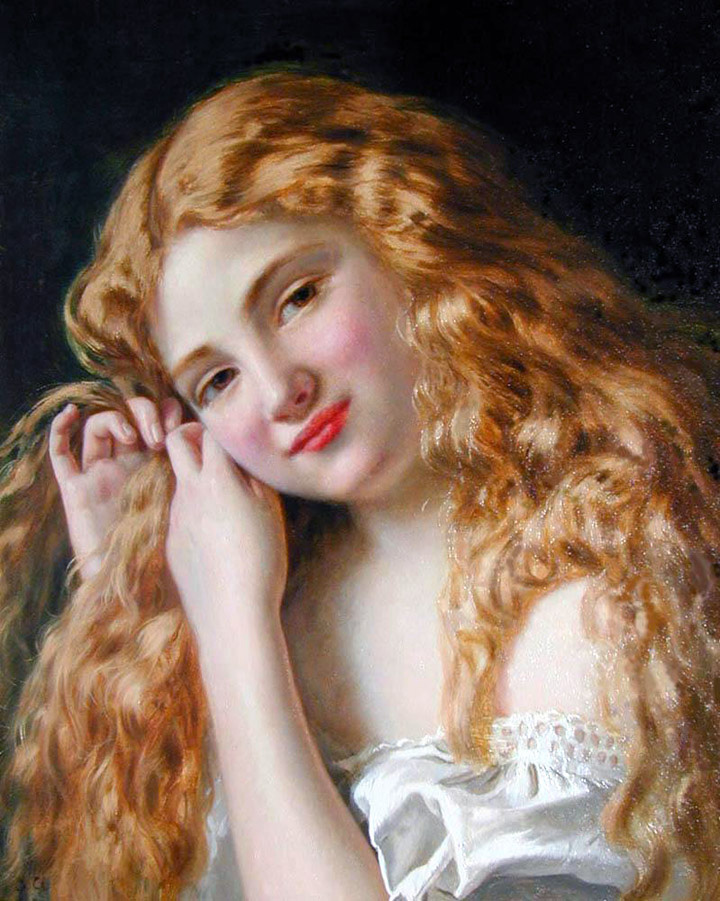
Roodharigen hebben gemiddeld de minste hoofdharen.

Hoofdhaar is haar dat op het hoofd van mensen groeit. Hoofdhaar bestaat uit het eiwit keratine.

## Anatomie van het hoofdhaar
Het hoofdhaar bestaat uit keratine, een type eiwit dat ook in nagels en huid voorkomt. Het haarzakje, gelegen in de lederhuid, is verantwoordelijk voor de productie van haar. Het haarzakje bestaat uit een holte waar de haarwortel zich bevindt en bevat bloedvaten die de haarwortel van voedingsstoffen voorzien. De haarschacht is het zichtbare gedeelte van het haar dat uitsteekt boven de huid.

## Haargroei en snelheid van groei
Haar groeit in drie verschillende fasen: de anagene fase (groeifase), de catagene fase (overgangsfase) en de telogene fase (rustfase). Tijdens de anagene fase groeit het haar en ontstaat er een nieuwe haarwortel. In de catagene fase stopt de groei van het haar en bereidt het zich voor om uit te vallen. Tijdens de telogene fase valt het oude haar uit en begint er een nieuwe anagene fase.
Hoofdhaar groeit ten opzichte van de overige menselijke lichaamsbeharing het snelst. Het groeit niet oneindig. Dit heeft te maken met de haarcyclus, die voor iedere haar verschilt: een haar kan twee tot zes jaar groeien totdat hij uitvalt. Hoofdharen groeien gemiddeld 0,3 millimeter per dag, wat neerkomt op ongeveer 1 centimeter per maand. Bij mannen kan het hoofdhaar 40-50 centimeter lang worden als ze zich nooit laten knippen, bij vrouwen kan dit oplopen tot 70-80 centimeter.
Er zijn uitzonderingen: zo had de Chinese Xie Qiuping, volgens het Guinness Book of Records, in 2004 het langste hoofdhaar: 5,627 meter. Zij liet haar haar sinds 1973 groeien, ze was toen dertien.

## Aantal haren
Gemiddeld groeien er tussen de 85.000 en 150.000 haren op de menselijke schedelhuid, maar dit hangt af van genetisch bepaalde factoren.
Het aantal haren per persoon verschilt, maar kan op basis van kleur worden geschat.
| Gemiddeld aantal hoofdharen | Gemiddeld aantal hoofdharen |
| Haarkleur                   | Aantal haren                |
| --------------------------- | --------------------------- |
| blondharigen                | 140.000 à 200.000           |
| bruinharigen                | 100.000 à 110.000           |
| zwartharigen                | 100.000 à 110.000           |
| roodharigen                 | 85.000 à 90.000             |

## Haarkleur
Haarkleur is een belangrijk aspect van het uiterlijk van het hoofdhaar en kan variëren van natuurlijke tinten zoals zwart, bruin, blond en rood tot kunstmatige kleuren zoals felroze en paars. Haarkleur kan worden beïnvloed door genetica, leeftijd en blootstelling aan de zon, evenals door de toepassing van haarkleuringsproducten. Het proces van haarkleuring kan chemisch zijn en kan permanente, semi-permanente of tijdelijke resultaten opleveren. Bovendien kunnen verschillende haarkleurtechnieken zoals highlights en lowlights worden gebruikt om dimensie en diepte aan het haar toe te voegen. Haarkleur is een persoonlijke keuze en kan worden gebruikt om persoonlijkheid, mode en stijl uit te drukken.

## Grijs haar
Iedereen wordt vroeg of laat grijs. Grijs haar wordt veroorzaakt door een veranderde eiwitsynthese. Hierdoor neemt de concentratie van melanine, het pigment dat kleur geeft aan ons haar, af. Het haar wordt grijs. Wanneer alle melanine volledig verdwijnt, wordt het haar wit (kleurloos). Grijs haar hebben wordt door de maatschappij voor mannen en vrouwen anders beoordeeld. Mannen worden in veel gevallen beoordeeld als belangrijker en aantrekkelijker naarmate ze ouder worden (het zogenaamde George Clooney-effect), vrouwen met zichtbaar grijs haar worden geconfronteerd met vooroordelen. Uit een onderzoek dat in 2022 werd gepubliceerd in het Journal of Women Aging blijkt dat veel vrouwen hiermee worstelen. Enerzijds willen ze hun authentieke zelf tonen en vinden ze grijs haar een symbool van wijsheid. Anderzijds voelen ze zich onder druk gezet door maatschappelijke verwachtingen om een jong uiterlijk te behouden en ‘succesvol’ ouder te worden, zonder rimpels of grijze haren.  Een opsteker voor iedereen die houdt van 'echt' en 'natuurlijk': volgens diverse lifestyle sites is er een nieuwe trend ingezet. Grijs haar bij vrouwen is hip en een teken van body positivity, zelfvertrouwen, zelfacceptatie en empowerment.